# Byteń (gmina)
Byteń – dawna gmina wiejska istniejąca do 1939 roku w woj. nowogródzkim (obecnie na Białorusi). Siedzibą gminy było miasteczko Byteń (1278 mieszk. w 1921 roku).
W okresie międzywojennym gmina Byteń należała do powiatu słonimskiego w woj. nowogródzkim. 22 stycznia 1926 roku część obszaru gminy Byteń (osiedla Mogilica, Czemioły, Józefówka, Domanowo, Gnojno i Dobryniewo) przyłączono do powiatu baranowickiego. 1 kwietnia 1929 roku do gminy Byteń przyłączono części obszaru gmin Szydłowicze i Żyrowice. Po wojnie obszar gminy Byteń wszedł w struktury administracyjne Związku Radzieckiego.
W latach 1935–1936 wójtem gminy był Bronisław Kawałkowski, kapitan intendent stanu spoczynku i kawaler Orderu Virtuti Militari.
Zobacz też: gmina Bytoń, gmina Bytyń.